# In Your Own Sweet Time
In Your Own Sweet Time è il quinto album in studio del gruppo rock scozzese The Fratellis. L'album è stato pubblicato il 16 marzo 2018. Oltre ad essere pubblicato nei formati standard di CD, download digitale e vinile, la band ha anche rilasciato un vinile arancione e una audiocassetta in edizione limitata disponibili nel loro negozio online ufficiale.

## Contesto e registrazione
Dopo aver girato il decimo anniversario del loro album di debutto Costello Music, la band ha iniziato a lavorare al quinto album in studio. Sono volati a Los Angeles per sei settimane per riunirsi con il loro produttore (Tony Hoffer), che ha anche prodotto il loro album precedente Eyes Wide, Tongue Tied, così come l'album da solista di Jon Fratelli, Psycho Jukebox. L'album è stato annunciato a novembre 2017, con data di uscita a marzo 2018. Per ragioni sconosciute, l'album è stato posticipato di una settimana dal 9 marzo al 16 marzo.

## Tracce
1. Stand Up Tragedy – 3:45
2. Starcrossed Losers – 4:31
3. Sugartown – 3:55
4. Told You So – 4:02
5. The Next Time We Wed – 3:24
6. I've Been Blind – 3:14
7. Laughing Gas – 4:05
8. Advaita Shuffle – 4:25
9. I Guess... I Suppose... – 3:58
10. Indestructible – 4:06
11. I Am That – 6:55